# O (Damien Rice)
O è il primo album in studio del cantante irlandese Damien Rice, pubblicato il 1º febbraio 2002 in Irlanda e in Regno Unito dalla 14th Floor.

## Descrizione
Rice ha voluto produrre l'album senza il supporto di una major, in quanto temeva possibili future costrizioni sulle sue opere .
Il titolo dell'album è un riferimento al romanzo Histoire d'O, citato nella canzone "Amie" . L'album è inoltre dedicato all'amico di Rice, Mic Cristopher, morto nel 2001
Molte delle canzoni di O vengono scelte per far parte della colonna sonora di molte serie televisive: Cannonball e The Blower's Daughter in The L Word, Delicate in Lost, Dr. House - Medical Division, Dawson's Creek, Alias, Misfits e CSI: Miami, Cold Water in E.R. - Medici in prima linea e nel film Stay - Nel labirinto della mente e Cannonball in The O.C.. Nel 2004 The Blower's Daughter e le note al pianoforte di Cold Water hanno fatto da colonna sonora al film Closer di Mike Nichols. The Blower's Daughter viene usata anche nel film di Nanni Moretti del 2006 Il caimano.

## Tracce
Testi e musiche di Damien Rice.
1. Delicate – 5:12
2. Volcano – 4:38
3. The Blower's Daughter – 4:44
4. Cannonball – 5:10
5. Older Chests – 4:46
6. Amie – 4:36
7. Cheers Darlin' – 5:50
8. Cold Water – 5:00
9. I Remember – 5:31
10. Eskimo – 20:15 – contiene le tracce fantasma Prague, Silent Night e Come All Ye Lost

## Formazione
- Damien Rice - chitarra acustica, pianoforte, basso, clarinetto, percussioni, batteria, produzione e voce
- Lisa Hannigan - cori, voce in "Silent Night" (hidden track), pianoforte
- Vyvienne Long - violoncello
- Shane Fitzsimons - basso
- Mark Kelly - chitarra elettrica
- Tom Osander aka Tomo - percussioni, batteria
- Colm Mac Con Iomaire - violino
- Caz - djembe
- Doreen Curran - mezzosoprano
- Conor Donovan - timpani, percussioni
- Jean Meunier - pianoforte
- Nicholas Dodd - direttore d'orchestra

## Classifiche
| Classifica (2002-09) | Posizione massima |
| -------------------- | ----------------- |
| Francia              | 70                |
| Irlanda              | 2                 |
| Italia               | 38                |
| Norvegia             | 6                 |
| Regno Unito          | 8                 |
| Spagna               | 88                |
| Svezia               | 36                |